# Георги Ингилизов
 Тази статия е за писателя.  За юриста и преводач вижте Георги Ингилизов (преводач).  
Георги Атанасов Ингилизов е български писател и журналист.

## Биография
Роден е на 31 октомври 1955 г. в Бургас. Средното си образование завършва в Техникума по морски и океански риболов „Ген. Владимир Заимов“ – Бургас, специалност „Корабен механик“, а висшето във Великотърновския университет „Св. св. Кирил и Методий“, специалност Българска филология.
Работил е една година като моторист на океански траулери, а две години – като библиотекар в ДКМС. От 1982 година е литературен сътрудник, редактор, завеждащ отдел и отговорен секретар, а от 1992 до 2011 година – главен редактор на областния всекидневник „Черноморски фар“ – Бургас. От 1990 до 1994 година е едновременно и главен редактор на хумористично списание за деца „Веселушко“. От 2011 година е редактор в списанието за литература, изкуство и култура „Море“.
Разкази и новели на Г. Ингилизов са отпечатвани във всички значими литературни издания в страната и са излъчвани от БНР, Радио – Варна, Радио – Стара Загора, Радио – Шумен.
Разкази на Георги Ингилизов са превеждани на руски език във в. „Литературная Кубань“ – разказ и фейлетон (1986); на полски език във вестниците „Куриер Шчечински“ и „Глос Шчечински“ – разкази (1987); на френски език в списание „Ревю периодик“ – разказ (2000); на турски език в списание „Kardes Kalemler“ – разказ (2010), и в Антология на българския разказ „Sicak Taslar“ (2012).
Умира на 3 февруари 2018 г.

## Книги
- 1992 – „Добър ден, тъга!“ – разкази и новели, редактор проф. Боян Биолчев, Университетско издателство „Новисима верба“ – Бургас
- 1993 – „Уиски с цвят на нощ“ – разкази и новели, редактор акад. Иван Радев, Велико Търново: Университетско издателство „Св. св. Кирил и Методий“
- 1997 – „Лунни морета“ – разкази и новели, редактор Върбан Стаматов, София: Издателство „Отечество“
- 2002 – „Антология Българска маринистика“ – редактори и съставители Върбан Стаматов, Никола Радев, Георги Ингилизов, София: Университетско издателство „Св. Климент Охридски“.
- 2008 – „Животът – част първа“ – литературна анкета с Христо Карастоянов, редактор Димитър Томов, София: Университетско издателство „Св. Климент Охридски“
- 2016 – „Морето е тяхното мастило. Моите срещи с писатели маринисти“, редактор Никола Радев, рецензент Митко Новков, София: Издателство „Рива“

## Филми
- Сценарист на четири документални филма за краха на „Океански риболов – Бургас“ – „Сол в задника-трън в петата“, „Три неща“, „Помполитите – преди и след“, „Лозето“, режисьор Георги Дюлгеров, 2007 г.
- Сценарист на документалния филм за Рибарско селище Ченгене скеле край Бургас – „Знаеш ли, бедни ми рибарю“, худ. ръководител проф. Георги Дюлгеров, оператор Христо Димитров – Хиндо, 2014 г.[3]

Филмите са показани премиерно на София Филм Фест и излъчени по Българската национална телевизия.

## Награди
- Четири първи награди за разказ в Националния конкурс за произведения на морска тематика, организиран от община Варна и Български морски флот
- Две награди на Окръжния съвет за култура – Бургас – за цялостно творчество и за особен принос в изкуството и културата
- Награда „Пегас“ на община Бургас за проза (1998)[4][5]
- Награда на община Бургас за публицистика
- Две награди на Министерството на вътрешните работи за публицистика
- Награда „Петко Росен“ на община Бургас за сценария на документалния филм „Знаеш ли, бедни ми рибарю“ (2015)[5]
- Първа награда на община Варна за маринистика в националния конкурс „Диря в морето“ (2015)
- Първа награда на община Варна за маринистика в националния конкурс „Диря в морето“ (2017)
- Специална награда „Върбан Стаматов“ за цялостен принос в маринистиката на сдружение „Лумен“ и община Ахтопол (2017)
- Почетен гражданин на Бургас (2016)[6][7]

## Избрани отзиви за автора и книгите му
- Рецензии на доц. Гено Генов за „Добър ден, тъга!“ във „Век 21“, 1992 г., и на проф. Никола Николов и акад. Иван Радев за „Уиски с цвят на нощ“, в. „Черноморски фар“, 1993 г.
- Георги Сиромахов, „Морето слуша песен за любов“. – в. „Черноморски фар“, бр. 226 (1474), 19.11.1993 г.
- Христо Карастоянов, „Книга с цвят на море“. – „Литературен вестник“, 4 – 10.4.1994 г.
- Гено Генов, „Затворени в океана“. – в. „Литературен форум“, бр. 8, 23.02 – 01.03.1994 г.
- Стефан Чирпанлиев, „Честно и вдъхновено – по моряшки“. – в. „Български писател“, бр.60, 19.04.1994 г.
- Никола Инджов, „Един от малцината съвременни писатели-маринисти“. – в. „Тракия“, бр. 1, 13.01. 1994 г.
- Георги Сиромахов, „Морето се пени в чашите с нега“. – „Морски вестник“, бр. 3, 13 – 17.02.1995 г.
- Христо Карастоянов, „Книги с цвят на тъмно море“. – в. „Български писател“, 28.12.1995 г.
- Христо Карастоянов, „Корабът като място за среща на човек с човека“. – „Литературен вестник“, 9 – 15.10.1996 г.
- Христо Карастоянов, „Корабът като място и неговата липса на литературния пазар“. – в. „Култура“, бр. 45, 14.11.1997 г.
- Върбан Стаматов, „Израстването на разказвача“. – сп. „Море“, бр. 9 – 10, 1998 г.
- Димитър Богов, „Морето никога не е било провинция“. – в. „Свободен бряг“, 28.08 – 03.09.1998 г.
- Димитър Богов, „Морето е прародина на всички нас“. – в. „Земя“, бр. 170 (2060), 11.09.1998 г.
- Димитър Богов, „Морето не е провинция“. – в. „Труд“, бр. 250 (15755), 15.09.1998 г.
- Иван Ставрев, „Солени морски истини“. – „Морски вестник“, бр. 17 (89), 08.09 – 22.09.1998 г.
- Христо Карастоянов, „Морето, суровият наставник“, „Литературен форум“, бр. 33, 27.10.-02.11.1998 г.
- Митко Новков, „Море на разбитите сърца“. – в. „Култура“, бр. 47 (2321), 27 ноември 1998 г.
- Боян Биолчев, „Темата за морето в два пласта“. – в. „Пулс“, бр. 12, 22 март 1998 г.
- Атанас Радойнов, „Ярка маринистична книга от бургаски автор“. – в. „Бургас днес“, бр. 1644, 22 август 1998 г.
- Митко Новков, „Георги Ингилизов получи признание и във Франция“. – в. „Черноморски фар“, бр. 69, 20 август 1998 г.
- Стефан Чирпанлиев, „Един от малцината последователни български маринисти“. – „Литературен вестник“, бр. 24.2. – 2.3.1999
- Стефан Чирпанлиев, „Към лунните морета“. – „Литературен вестник“, бр. 13, 7 – 13.04.1999 г.
- Митко Новков, „Ще има ли антология на българската маринистика?“ Архив на оригинала от 2016-03-04 в Wayback Machine.. – „Морски вестник“, 11.04.2000 г.
- Стефан Чирпанлиев, „Щедрите превъплъщения на една изстрадала тема“. – сп. „Море“, бр. 5 – 6, 2000 г.
- Атанас Стойчев, „Какво означава да видиш морето отвътре“. – в. „Черноморие“, бр. 282 (2736), 2/3.12.2000 г.
- Иван Сухиванов, „Синята пътека през лунните морета“. – в. „Литературен глас“, бр. 94, 10.2001 г.
- Митко Новков, „Въпросване на цивилизацията и Морето – отвъдното, от което винаги се връщаш“. – В: „БАРТвежи“ (есета), изд. „Литературен вестник“, 2001.
- Христо Карастоянов, „За човека, погледнат откъм морето“. – „Литературен вестник“, 12 – 18.03.2003 г.
- Иван Сухиванов, „Да анкетираш присмехулник“. – в. „Култура“, бр. 42 (2526), 05.12.2008 г.
- Десислава Иванова, „Георги Ингилизов възроди литературната анкета“. – в. „Морски Труд“ – Бургас, 19.12.2008 г.
- Иван Сухиванов, „Животът – да анкетираш присмехулник“. – „Литературен вестник“, бр. 41 – 42, 17.12.2008 – 13 януари 2009 г.
- Светослав Тодоров, „Двадесет хиляди страници над водата“ – „Капитал Light“, 11.07.2014
- Митко Новков, „Морето – загърбената тема в днешната ни литература“ – „Факел“, 15.09.2014
- Митко Новков, „Морето, другото на българска литература“ – „Литературен вестник“, бр. 28, 17 – 23.09.2014 г.
- Георги Дюлгеров, „Мисли за провинциализма“ – в. „Култура“, бр. 14 (2806), 10.04.2015 г.